# Alpha Blondy
Alpha Blondy, egentligen Seydou Koné, född 1 januari 1953 i Dimbokoro, Elfenbenskusten, är en ivoriansk reggaeartist. 
Alpha Blondy sjunger mest på diouli, franska och engelska men ibland även på arabiska och hebreiska. Hans texter utmärker stark politisk åsikt och humor. Bland de främsta låtarna kan "Jerusalem", "Apartheid Is Nazism", "Peace In Liberia", "Cocody Rock" och "Rendez Vous" nämnas. Alpha Blondy har spelat ihop med The Wailers. 
Alpha Blondy har spelat i Sverige på Uppsala Reggae Festival 2004 och 2019, på Münchenbryggeriet i Stockholm 2006, på Nattklubb Otten i Norrköping den 29 april 2007 och på reggaefestivalen i Malmö 2007. Vintern 2015 spelade han i Stockholm på Culturehuset. Den 20 maj 2016 spelade han på HUGO i Norrköping.
Alpha Blondy har dålig hälsa och har varit borta från artistlivet av och till.

## Diskografi
- 1982 – Jah Glory
- 1984 – Cocody Rock!!!
- 1985 – Apartheid Is Nazism
- 1986 – Jerusalem (feat. The Wailers)
- 1987 – Revolution
- 1989 – The Prophets
- 1990 – Rasta poué
- 1992 – Masada
- 1993 – SOS Guerres Tribales
- 1993 – Live Au Zénith (Paris)
- 1994 – Dieu
- 1996 – Grand Bassam Zion Rock
- 1997 – Best Of
- 1998 – Yitzhak Rabin
- 1999 – Elohim
- 2001 – Blondy Paris Bercy
- 2002 – Merci
- 2007 – Jah Victory
- 2011 – Vision
- 2013 – Mystic Power
- 2015 – Positive Energy
- 2018 – Human Race
- 2022 – Eternity